# Menschenrechtssituation in Kuba

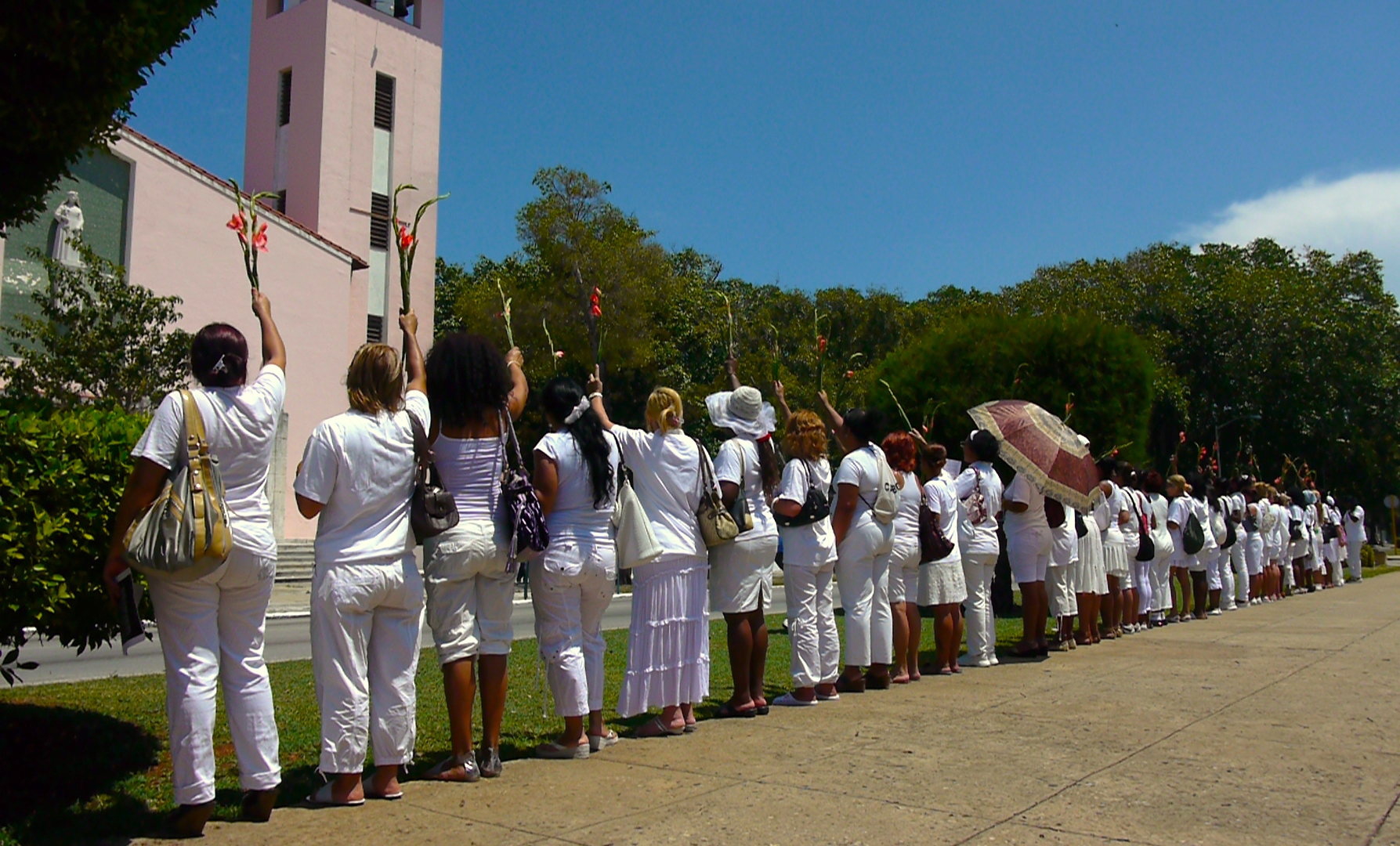
Demonstration der Menschenrechtsorganisation „Damas de Blanco“ in Havanna

Zahlreiche grundlegende Menschenrechte gemäß der Allgemeinen Erklärung der Menschenrechte werden von der kubanischen Regierung regelmäßig missachtet.

## Freiheitsrechte
Freiheitsrechte wie:
- Meinungsfreiheit
- Pressefreiheit
- Versammlungsfreiheit
- Informationsfreiheit
- Reisefreiheit

sind stark eingeschränkt. Die kubanische Regierung besitzt ein staatliches Medienmonopol, was sicherstellt, dass freie Meinungsäußerung nahezu nicht existent ist. Unabhängige Journalisten, die dieses Meinungmonopol versuchen zu unterlaufen, gehen hohe Risiken ein. Laut Reporter ohne Grenzen befanden sich (Stand Juli 2007) 25 Journalisten in Haft, nach China die zweithöchste Zahl von inhaftierten Journalisten. Dies änderte sich erst, nachdem 2010 17 Journalisten aus der Haft entlassen wurden. Allerdings gibt es mit Yoani Sánchez die erste Kubanerin, die seit Ende 2007 unter Nennung ihres Namens und mit ihrem Foto offen ein Blog aus Kuba betreibt, in dem sie über die schwierige Situation des kubanischen Alltags berichtet.

### Zugang zu Telekommunikation und Internet
Der Zugang zum Internet war bis zum Jahr 2012 stark eingeschränkt und wird massiv zensiert. Internetanschlüsse von Privatleuten waren genehmigungspflichtig und äußerst rar. E-Mail-Accounts, mit denen über Postfilialen Kontakt ins Ausland gehalten werden kann, konnten ohne Begründung geschlossen werden. Reporter ohne Grenzen ordnete Kuba damals den zwölf „Feinden des Internets“ zu. Nur rund fünf Prozent der kubanischen Haushalte hatten im Jahre 2015 Internet.
Seit 2011 liegt ein lange vorher angekündigtes unterseeisches Glasfaserkabel zwischen Venezuela und Kuba, welches die internationale Anbindung Kubas auf das 3000-Fache steigern soll und Anfang 2013 in Betrieb ging. Einen Vorschlag des Senators von Florida, Marco Rubio, die kubanische Bevölkerung mit Hilfe der neuen Super-Wi-Fi-Technologie mit Internet zu versorgen, bezeichnete man in Kuba als „subversiven Plan zur Destabilisierung Kubas“. 2013 eröffnete Kuba 118 neue Interneträume. Eine Stunde Surfen im World Wide Web kostet dort 2 CUC pro Stunde, der Zugang zum kubanischen Intranet 0,60 CUC. Angesichts des monatlichen Durchschnittslohns von 20 CUC blieb dies dennoch für die meisten Kubaner unerschwinglich.

### Meinungs-, Presse-, Versammlungs-, Kunst- und Demonstrationsfreiheit
Die Versammlungsfreiheit ist stark eingeschränkt. Politischen Dissidenten ist es generell verboten, sich in größeren Gruppen zu versammeln. Allein die Demonstrationen der mit internationalen Menschenrechtspreisen ausgezeichneten Damas de Blanco werden seit April 2010 von den Behörden geduldet, allerdings nur innerhalb eines festgelegten Bereichs im weit vom Hauptstadtzentrum entfernten Viertel Miramar. Sowohl vor ihren Wohnungen als auch bei gelegentlichen Demonstrationen an anderen Orten müssen die Frauen der Gruppe jedoch weiterhin mit staatlicher oder staatlich organisierter Behinderung bis hin zur Gewalt rechnen.
Bei der Pressefreiheit belegt Kuba regelmäßig einen der hintersten Plätze der Rangliste von Reporter ohne Grenzen (2023: Platz 172 von 180). Das autoritär regierende Regime verfügt über ein nahezu vollständiges Medienmonopol. Private Medien sind laut Verfassung verboten. Unabhängige Journalisten und Blogger werden streng überwacht und regelmäßig schikaniert. Akkreditierungen für ausländische Journalisten werden sehr selektiv vergeben. Zu regierungskritische Berichterstattung wird mit Ausweisung bestraft.
Im Jahr 2019 trat eine neue Verfassung in Kraft. In ihr werden theoretisch Meinungs-, Versammlungs- und Demonstrationsfreiheit gewährleistet. In der Praxis steht jedoch alles unter dem Vorbehalt, dass der sozialistische Staat nicht in Frage gestellt werden dürfe. Artikel 4 der Verfassung bezeichnet das sozialistische System als „unwiderrufbar“ und Artikel 5 legt die Kommunistische Partei Kubas als einzige legale Partei fest. Kurz zuvor bildete sich eine Protestbewegung von Künstlern, bekannt als San-Isidro-Bewegung, die sich ein zuvor erlassenes Gesetz, das sogenannte Gesetz 349 (spanisch: Ley 349), was jegliche öffentliche und private Auftritte und Ausstellungen von Künstlern in Kuba unter einen Genehmigungsvorbehalt stellt, wehrten. Nach einer spontanen Protestaktion, welche in großen Teilen friedlich verlief, am 11. Juli 2021 von tausenden Kubanern in allen Teilen des Landes, wurden zahlreiche Demonstrationsteilnehmer verhaftet und zu Haftstrafen zwischen ein paar Monaten und mehreren Jahren verurteilt. Darunter befanden sich auch Teenager. Für den 20. November 2021 beantragte eine andere Künstlerbewegung namens Archipiélago (deutsch: Archipel) in Berufung auf die entsprechenden Artikel der Verfassung, welche Demonstrationsfreiheit zusichern sollen, offiziell Demonstrationen. Der Staatsapparat reagierte zunächst nervös auf diese Ankündigung und kündigte für die Tage um das beantragte Datum Militärübungen an. Die Archipiélago-Bewegung legte daraufhin das Datum auf den 15. November vor. Kubas Regierung lehnte danach eine Genehmigung der geplanten Demonstrationen mit Verweis auf ihren vorgeblichen antisozialistischen Charakter. Bekannte Aktivisten wurden entweder verhaftet oder unter Hausarrest gestellt. Der Initiator, Yunior García, reiste nach Spanien aus. Gegen die Repression regimekritischer Künstler protestierten zahlreiche prominente internationale Kollegen, darunter die Schauspielerin Meryl Streep und die Schriftstellerin Isabel Allende. Generell war es 2021 erneut Strategie der Regierung, Regimekritiker vor die Alternative zu stellen, dass sie entweder langjährige Haft durchzustehen haben oder das Land verlassen.
Kuba war und ist das einzige kommunistische Land, in dem die Freimaurerei geduldet wird. Mit Stand 2014 gibt es 318 Logen mit 30.000 Freimaurern auf Kuba.

### Reisefreiheit
Die Reisefreiheit für Kubaner unterliegt starken Restriktionen – auch nach der zahlreiche Erleichterungen beinhaltenden Neufassung des Migrationsgesetzes, die im Oktober 2012 veröffentlicht wurde und Mitte Januar 2013 in Kraft trat. Der bürokratische und finanzielle Aufwand für Kubaner, die staatlich vergebene Berechtigung für Auslandsreisen zu erwerben, wurde für den größten Teil der Bevölkerung erheblich reduziert, die maximale Reisedauer wurde erhöht und erstmals dürfen seit 2013 grundsätzlich auch Minderjährige Auslandsreisen antreten. Ein allgemeines Recht auf Ausreise wurde den Kubanern von ihrer Regierung aber auch nach dem neuen Gesetz weiterhin ebenso verwehrt wie das allgemeine Recht auf Wiedereinreise nach Kuba aus dem Ausland. Das Gesetz erwähnt ausdrücklich, dass jeder Person (nicht nur Kubanern) die Ausreise aus Kuba versagt werden kann, wenn die zuständigen Behörden dies aus unbestimmten „Gründen des öffentlichen Interesses“ bestimmen.
Die Zahl der Auslandsreisen kubanischer Bürger hat in den ersten acht Monaten nach der im Januar 2013 erfolgten Novellierung der Reisegesetzgebung auf der Karibikinsel mit mehr als 180.000 deutlich zugenommen. Sie liegt damit drei Mal höher als in vergleichbaren Zeiträumen vor der Neuregelung.
In der Vergangenheit wurden häufig Regierungskritiker an Auslandsreisen gehindert. Anfang Februar 2013 war Eliécer Ávila der erste prominente Regierungskritiker, der nach Inkrafttreten der Reiserechtsreform ins Ausland reiste. Kurz darauf konnte auch die als Bloggerin international bekannt gewordenen Yoani Sánchez eine Reise antreten, woran sie von den Behörden zuvor jahrelang gehindert worden war. Den ehemaligen politischen Gefangenen Ángel Moya und José Daniel Ferrer blieb das Reiserecht allerdings aufgrund bestehender Bewährungsauflagen versagt. Die Dissidentin Gisela Delgado war im Februar 2013 die erste Kubanerin, der unter ausdrücklichem Hinweis auf ihre „konterrevolutionären Aktivitäten“ eine Ausreise verweigert wurde.
Sich im Ausland aufhaltende Personen (nicht nur Kubaner) können von den Behörden von der Möglichkeit zur Einreise nach Kuba ausgeschlossen werden, im Migrationsgesetz wird ausdrücklich u. a. die „Teilnahme an feindlichen Aktionen gegen die politischen Grundlagen des Staates“ als Grund angegeben, der eine Einreise unmöglich macht. Auch bisher wurde Kubanern, die im Ausland offen ihre oppositionelle Meinung geäußert hatten, häufig die Einreise nach Kuba verweigert. Sowohl das Verlassen als auch das Betreten Kubas durch kubanische Staatsangehörige wird wie bisher von der Zustimmung des Staates abhängig gemacht und zukünftig allein über die Vergabe eines zur Aus- bzw. Einreise gültigen Reisepasses geregelt, der dem Antragsteller jederzeit verweigert werden kann. Vor der Reiserechtsreform war zwar die Ausstellung eines Reisepasses für jedermann unproblematisch, dafür war jedoch vor jeder einzelnen Auslandsreise eine notariell beglaubigte Einladung aus dem Ausland erforderlich, bevor jeweils eine behördliche Reiseerlaubnis beantragt werden konnte.
Angehörige bestimmter Berufsgruppen, die als Fachkräfte von besonderer Bedeutung für Wirtschaft und Gesellschaft sind, werden wie bisher durch spezielle Klauseln von den allgemeinen Reiseregeln ausgeschlossen und strengeren Bedingungen unterworfen. Für sie ist unter Berufung auf nationale Interessen beispielsweise eine Wartezeit ab Reiseantrag von bis zu fünf Jahren vorgesehen. Unerlaubtes Verlassen des Landes steht unter Strafe.
Die Freizügigkeit innerhalb des Landes ist ebenfalls eingeschränkt: Mit der Begründung der Eindämmung der Landflucht und der Überbevölkerung in der Hauptstadt ist ein Umzug nach Havanna seit 1997 ohne ausdrückliche behördliche Genehmigung unter Bußgeldandrohung verboten. Seitdem kam es zu wiederholten Abschiebungen von Kubanern aus der Hauptstadt in ihre Heimatprovinzen. Seit 2011 sind von diesem Verbot Ehegatten oder Verwandte ersten Grades von bereits legal in Havanna wohnhaften Personen ausgenommen.
Freiheitsrechte wie:
- Allgemeine Handlungsfreiheit
- Freiheit von willkürlichen Eingriffen in die Privatsphäre (Wohnung, Briefgeheimnis etc.)
- Persönlichkeitsrechte
- Gewissens- und Religionsfreiheit
- Berufsfreiheit

sind zwar formell gewährleistet, unterliegen aber unverhältnismäßigen Einschränkungen.

## Soziale Menschenrechte
Soziale Menschenrechte wie:
- Gleichberechtigung von Mann und Frau
- Schutz von Familien, Schwangeren, Müttern und Kindern
- Recht auf einen angemessenen Lebensstandard, einschließlich angemessener Nahrung
- Recht auf den besten erreichbaren Gesundheitszustand
- Recht auf Bildung
- Recht auf Teilhabe am kulturellen Leben
- Recht auf Arbeit

sind in Kuba gesetzlich verankert und haben meist Verfassungsrang.
Dem für ein Land der Dritten Welt relativ guten Gesundheitssystem, in dem die ärztliche Beratung und Behandlung für die Bevölkerung im Grundsatz kostenlos ist, mangelt es an Arzneimitteln, technischer Ausstattung und Hygiene. Die Ärzte gelten als gut ausgebildet, werden jedoch zunehmend in mit Kuba zurzeit (2012) befreundete Länder wie Bolivien, Nicaragua und Venezuela verschickt. Die ärztliche Versorgung ist mit 6,7 Medizinern auf 1000 Einwohner die beste in Lateinamerika. Kuba hat, nach Angaben der kubanischen Regierung, eine der weltweit niedrigsten Raten für Kindersterblichkeit und eine hohe Lebenserwartung. Allerdings ist es nicht möglich, diese Zahlen von unabhängigen Beobachtern überprüfen zu lassen.
Über stark subventionierte Waren versucht die Regierung, die niedrigen Monatsgehälter von zurzeit 26 US-Dollar (Stand: Mai 2016) und die noch deutlich niedrigeren Renten auszugleichen, jedoch wird die Liste dieser Waren ständig gekürzt. Außerdem profitieren von dieser Subventionspolitik auch jene, die ausreichend Geld zur Verfügung haben. Die Nahrungsmittelversorgung der Bevölkerung stellt allgemein ein großes Problem für die kubanische Regierung dar. Da die einheimische Landwirtschaft trotz klimatisch günstiger Bedingungen wenig produktiv ist und 50 % des Landes brach liegen, müssen 84 % der Lebensmittel gegen Devisen importiert werden.
Das Recht auf Schulbildung wird in Kuba allgemein gewährleistet. Die Einschulungsrate liegt bei 100 %. Die Qualität der Schulbildung hat jedoch in den letzten Jahren gelitten, da auf Grund wirtschaftlicher Probleme ein akuter Lehrermangel herrscht. Der Zugang zu Universitäten hängt zwar nicht mehr wie zu Zeiten vor der Revolution vom Geldbeutel der Eltern ab, jedoch haben Bewerber, die offen in Opposition zur sozialistischen Gesellschaft stehen, kaum eine Chance zum gewünschten Hochschulstudium angenommen zu werden.
Die Gleichberechtigung zwischen Mann und Frau gilt im gesellschaftlichen Leben als weitgehend durchgesetzt. Frauen haben zu allen Berufen die gleichen Zugangsmöglichkeiten wie Männer. Jedoch sind noch nicht alle Probleme der lateinamerikanischen Machogesellschaft überwunden. Der engste Führungszirkel der kubanischen Regierung besteht ausschließlich aus Männern, obwohl Frauen in der kubanischen Volksversammlung einen hohen Anteil stellen.
Das verfassungsmäßig garantierte Recht auf Arbeit wird seit 2011 auf eine harte Probe gestellt, da bis März 2011 rund eine halbe Million Menschen, die sich bisher in staatlicher Beschäftigung befanden, freigestellt werden sollen. Sie erhalten abhängig von ihrer Beschäftigungszeit Arbeitslosengeld für bis zu sechs Monate in Höhe von 60 % ihres Grundgehalts. Mindestens eine weitere halbe Million soll in Kürze folgen. Der Staat hofft, dass die freigesetzten Staatsbeschäftigten im etwas deregulierten Privatsektor mit 178 erlaubten Tätigkeitsgebieten unterkommen.

## Ethnische Benachteiligung und Rassismus
Der institutionelle Rassismus des früheren Kubas wurde nach dem Sieg der Revolution abgeschafft. Jedoch wurden rassistische Denkweisen und latente Benachteiligung des schwarzen Bevölkerungsteils seitdem nicht überwunden. Die vorrevolutionäre und sozio-ethnische Sozialstruktur prägt auch die gegenwärtige Reproduktion sozialer Ungleichheiten in Kuba. Während die offiziellen kubanischen Statistiken die sozialen Unterschiede aufgrund der Hautfarbe nicht beachten, belegt eine landesweite wissenschaftliche Umfrage, dass zunehmend soziale Ungleichheiten im Alltag sichtbar geworden sind und die afro-kubanische Bevölkerung strukturell benachteiligt ist. In prestigeträchtigen Führungspositionen oder in Berufen, welche Deviseneinkommen versprechen, beispielsweise im Tourismus, sind Weiße überproportional vertreten. Auch bei der Zulassung für privates Kleingewerbe sind Schwarze benachteiligt, da häufig ausreichend Platz in der eigenen Wohnung vorausgesetzt wird, eine Voraussetzung, die eher von ehemaligen Angehörigen der weißen Mittel- und Oberschicht erfüllt wird. Die Tatsache, dass nur etwa fünf Prozent der ehemaligen schwarzen Unterschicht ins Ausland emigrierten und deren Angehörige demzufolge deutlich weniger von Geldsendungen aus dem Ausland profitieren, verschärft die Benachteiligung der schwarzen Bevölkerungsgruppe zusätzlich.
Nach jahrelangen Bemühungen verschiedener Akteure der Zivilgesellschaft und der Wissenschaft um eine öffentliche Diskussion der lange politisch tabuisierten Frage des Rassismus haben unter der Präsidentschaft von Raúl Castro erstmals auch prominente Vertreter der Kommunistischen Partei Kubas anerkannt, dass Benachteiligung aufgrund von Hautfarbe nach wie vor existiert und als gesellschaftliches Problem ernst zu nehmen ist. Im Dezember 2011 befasste sich erstmals ein Ausschuss des kubanischen Parlaments mit dem Thema Rassismus. Die Errungenschaften der radikalen Sozialpolitik des sozialistischen Kubas, welche sozialen Aufstieg für die ehemals unterprivilegierten Klassen ermöglichte, wurden durch die Wirtschaftskrise und die geringen Löhne der vergangenen Jahrzehnte gebremst. Die sozialistische Führung zögert, dieses Problem anzugehen, da dieses einen Kernaspekt ihrer revolutionären Legitimität berührt. Infolgedessen veröffentlicht das nationale Statistikamt (ONE) Kubas nur wenig Daten über die zunehmende sozioökonomische Kluft. Doch auch in den 2020er Jahren besteht dieses Problem weiterhin. Schwarze werden in Justiz und Gesellschaft Weißen systematisch schlechter gestellt. Die Im Zuge der landesweiten Proteste 2021 festgenommenen und Verurteilten waren zum Großteil Schwarz.

## Justizielle Menschenrechte
In Kuba gibt es keine Rechtsstaatlichkeit, da keine Gewaltenteilung zwischen Regierung und Justiz existiert. Zudem widersprechen manche Gesetze den allgemeinen Menschenrechten – häufig insbesondere diejenigen Gesetze, auf die sich der Staat bei Strafverfahren gegen politisch Andersdenkende beruft. Ein prominentes Beispiel ist der objektiv nicht zu widerlegende Tatbestand der Peligrosidad Social Predelectiva (Vorkriminelle Gesellschaftliche Gefährlichkeit), für die ein Angeklagter ohne jedes Vorliegen einer Straftat zu einer mehrjährigen Freiheitsstrafe verurteilt werden kann. Zugang zum Jura-Studium und damit zu den Rechtsberufen ist Befürwortern der politischen Ordnung vorbehalten. Offene Kritik zieht für Studenten und Lehrpersonal den Ausschluss aus dem Hochschulsystem nach sich.

### Gefängnisse
Im Jahr 2012 veröffentlichte die kubanische Regierung erstmals Daten über die Gefängnispopulation: Danach befanden sich über 57.000 Menschen in Haft, was etwa einer Quote von 512 Inhaftierten pro 100.000 Einwohnern entsprach. Die Anzahl der politischen Gefangenen unter dieser Gesamtanzahl der Gefangenen zu schätzen fällt schwer, da z. B. Dissidenten auch wegen unpolitischer Tatbestände, wie „asoziales Verhalten“, in Haft genommen werden. Laut der oppositionellen Kommission für Menschenrechte und nationale Versöhnung gab es im Frühjahr in Kuba rund 50 politische Gefangene. Gefangene werden häufig entfernt von ihren Angehörigen untergebracht und Besuche nur selten gestattet, ebenso wenig haben sie Zugang zu Radio oder Zeitungen.
Nach Berichten ehemaliger Gefängnisinsassen sind primitivste Lebensbedingungen, verweigerte medizinische Versorgung, Isolationshaft, Misshandlungen und teilweise Folter an der Tagesordnung. Die Regierung verweigert internationalen Menschenrechtsgruppen und einheimischen unabhängigen Organisationen Zugang zu den Gefängnissen. Ab 1960 lehnte das Castro-Regime Anträge des Internationalen Komitees vom Roten Kreuz (IKRK) auf weitere Inspektionsbesuche in kubanischen Gefängnissen ab. Nachdem zunächst 1988 und 1989 wieder einzelne Besuche gewährt worden waren, hob die Regierung ihre Genehmigungspraxis ab 1990 wieder auf, wodurch Kuba in der Folge das einzige Land der Region wurde, in dem dem IKRK Besuche Inhaftierter verwehrt sind.

### Todesstrafe
Die Todesstrafe ist nicht abgeschafft und ist für zahlreiche, auch politische, Straftaten vorgesehen.
Zuletzt wurde die Todesstrafe am 11. April 2003 in drei Fällen vollstreckt, zuvor herrschte ein dreijähriges inoffizielles Hinrichtungsmoratorium. Die Hingerichteten hatten zuvor eine Hafenfähre entführt, dabei andere Fahrgäste als Geiseln genommen und mit deren Ermordung gedroht. Sowohl die katholische Kirche Kubas als auch ausländische Regierungen, Organisationen und Einzelpersonen kritisierten das Urteil vor allem deshalb als unverhältnismäßig hart, weil die Entführung ohne Tote oder Verletzte beendet und das in einem Schnellverfahren verhängte Todesurteil zudem nur eine Woche nach dem Richterspruch vollstreckt wurde.
Im Dezember 2010 ist das Todesurteil des letzten in Kuba einsitzenden Todeskandidaten in eine Haftstrafe umgewandelt worden. Laut Amnesty International hatten noch im Jahr 2005 mehr als 30 Gefangene in den Todestrakten eingesessen, bevor ihre Strafen umgewandelt wurden.

### Politische Gefangene
Opposition und kritische Meinungsäußerung wird mit den Mitteln des Strafrechts geahndet. Dissidenten können jahrzehntelang eingesperrt werden, mehrere politische Gefangene mussten solche Strafen vollständig absitzen – z. B. Mario Chanes de Armas von 1961 bis 1991. Gemäß dem ley de peligrosidad ist es sogar möglich, jeden, der „eine Bedrohung für den Sozialismus“ darstellt, unbegrenzt lange und ohne Gerichtsverfahren in Haft zu halten. Auf willkürliche Massenverhaftungen folgen oft ebenso willkürliche Freilassungen.
Neben den Maßnahmen des Strafrechts gibt es auch eine ganze Palette von „weichen“ Maßnahmen mit denen die Regierung gegen Kritiker vorgeht: Drohungen, Schikane, Hausarrest, Beschlagnahmungen, öffentliche Verunglimpfungen und Verlust des Arbeitsplatzes.
Laut Amnesty International waren im Jahr 2005 annähernd 70, im Jahr 2004 ca. 70 und im Jahr 2003 84 gewaltlose politische Gefangene inhaftiert.
Mitte 2010 erreichten Vermittlungen der Katholischen Kirche in Kuba und der spanischen Regierung die Ankündigung der Freilassung von 52 politischen Gefangenen bis Oktober 2010. Alle gehören zu den 75 im Rahmen des sogenannten Schwarzen Frühlings im Jahre 2003 Festgenommenen. Laut der inoffiziellen Kubanischen Menschenrechtsorganisation CCDHRN befänden sich auch nach dieser Freilassungsaktion noch über 100 politische Gefangene in kubanischen Gefängnissen. Alle 36 bis zum 17. September 2010 Freigelassenen wurden nach Spanien ausgewiesen, wohin sie ihre Familienangehörigen begleiten durften. Bis zum Jahresende 2010 wurden insgesamt 41 politische Gefangene freigelassen, wovon einer in Kuba bleiben durfte. Die bis zu diesem Zeitpunkt verbleibenden Gefangenen wollen laut Kardinal Ortega entweder in die USA ausreisen oder in Kuba verbleiben. Die kubanische Regierung möchte die als „Söldner“ der Vereinigten Staaten bezeichneten Dissidenten jedoch nur nach Spanien ausreisen lassen, welches sich zur Aufnahme verpflichtete.
Während die Zahl der gerichtlich verurteilten politischen Gefangenen zurückgegangen ist, hat die kubanische Regierung in den vergangenen Jahren in wachsendem Maß das Instrument vorübergehender Festnahmen gegen Oppositionelle angewendet. Diese Inhaftierungen dauern zwischen mehreren Stunden und mehreren Tagen – in selteneren Fällen auch Wochen – und enden mit Freilassung ohne Anklageerhebung. Die CCDHRN dokumentierte 2010 insgesamt 2074 politisch motivierte, vorübergehende Festnahmen, im Jahr 2011 stieg die Zahl auf einen neuen Höchststand von 4123, der 2012 mit 6602 Festnahmen noch deutlich übertroffen wurde. Am 24. Dezember 2011 kündigte Präsident Raúl Castro eine Amnestie an, die rund 3000, vor allem nicht politische Gefangene betraf.
Am 19. Januar 2012 starb nach Orlando Zapata im Jahre 2010 mit dem 31-jährigen Wilman Villar Mendoza ein weiterer politischer Gefangener infolge eines Hungerstreiks. Er verweigerte von seiner Verurteilung am 24. November 2011 wegen „Angriffs auf die staatliche Autorität“ an die Nahrungsaufnahme. Villar trat öffentlich in der Provinz Santiago de Cuba für die Rechte der Damen in Weiß ein. Amnesty International erkannte Villar als Gewissensgefangenen an und machte die kubanische Regierung mitverantwortlich für den Tod des Dissidenten. Die kubanische Regierung bestritt in einer offiziellen Erklärung jedoch zum einen, dass Villar Mendoza aus politischen Gründen in Haft saß, zum anderen den Hungerstreik. Vielmehr sei er ein „gewöhnlicher Gewalttäter“ gewesen und die Todesursache sei auf einen schweren Atemwegsinfekt zurückzuführen.
Im August 2013 forderte Amnesty International die unverzügliche und bedingungslose Freilassung von fünf namentlich benannten Gewissensgefangenen. Diese fünf seien aber nur die Spitze des Eisberges des politischen Repressionssystems Kubas. Die einzige positive Entwicklung in Sachen Menschenrechte in Kuba sei das im Januar des Jahres in Kraft getretene Migrationsgesetz, welches nun auch Regierungskritikern das Reisen ins Ausland erlaube.
Im September 2013 erklärte die kubanische Menschenrechtskommission, dass im August 547 Personen aus politischen Gründen verhaftet wurden.
Im Zuge der Massenproteste im Juli 2021 kam es erneut zu Massenverhaftungen und zu Verurteilungen zu langjährigen Gefängnisstrafen. Der in Dresden lebende Deutsch-Kubaner Luis Frómeta Compte, der sich zu dieser Zeit zufällig zu Besuch in seiner Heimat befand, filmte mit seinem Handy die Demonstrationen und teilte die Videos in Sozialen Medien. Er wurde deswegen wegen Unruhestiftung zu 25 Jahren Gefängnis verurteilt. Auch der Enkel des Poeten Nicolás Guillén, Manuel de Jesús Guillén Esplugas, wurde verhaftet und zu sechs Jahren Gefängnis verurteilt. Er starb dort 29-jährig im November 2024. Offizielle Todesursache war Selbstmord. Familienangehörige berichteten jedoch von schweren Misshandlungen seitens der Gefängniswärter. Laut der in Mexiko ansässigen NGO Justicia 11J (Gerechtigkeit 11. Juli), die im Besitz von entsprechenden Fotos ist, gebe es „Zeichen von Folter“.

## Position der kubanischen Regierung
Die kubanische Regierung vertritt die Position, dass eine Einschränkung der Grundrechte nötig sei, um Kuba vor geheimdienstlichen Angriffen insbesondere durch die Regierung der USA und durch Exilkubaner zu schützen. Denn diese betreiben offene und verdeckte Operationen gegen Kuba.
Seit der Revolution und der Unabhängigkeit des kubanischen Staates hatten die USA und exilkubanische Gruppen wiederholt versucht, durch politische und geheimdienstliche Infiltration, aber auch durch terroristische Aktivitäten das kubanische System zu destabilisieren bzw. zu stürzen.
Das bekannteste historische Beispiel für terroristische Aktivitäten ist die Invasion in der Schweinebucht durch US-geförderte Exilkubaner.
Aus Gründen des Staatserhaltes will Kuba deshalb exilkubanischen Gruppen, deren Anhängern oder Dissidenten in Kuba kein Versammlungsrecht oder Medienfreiheit in Kuba gewähren, da diese – so die Auffassung der kubanischen Regierung – nicht mit demokratischen Mitteln, sondern mit finanzieller und logistischer Unterstützung durch die USA die Chance zum Staatsstreich ergreifen würden.
Kuba hat die UN-Frauenrechtskonvention mit Vorbehalten ratifiziert sowie das Zusatzprotokoll zur Frauenrechtskonvention unterzeichnet.
Am 28. Februar 2008 wurde von Kuba der Pakt über bürgerliche und politische Rechte sowie der Pakt über wirtschaftliche, soziale und kulturelle Rechte unterzeichnet, aber bis heute noch nicht ratifiziert und umgesetzt. Beide Konventionen wurden im Jahre 1966 von der UN-Vollversammlung verabschiedet und sollen die Allgemeine Erklärung der Menschenrechte aus dem Jahre 1948 konkretisieren.

## Internationale Reaktionen
Vor allem ins Ausland geflohene beziehungsweise ins Exil ausgereiste Kubaner machen regelmäßig auf Menschenrechtsverletzungen in ihrer Heimat aufmerksam und haben zu diesem Zweck in verschiedenen Ländern zahlreiche Organisationen gebildet, die meist in direktem Kontakt mit Menschenrechtsaktivisten in Kuba stehen.
Darüber hinaus informieren auch die größten Menschenrechtsorganisationen Human Rights Watch und Amnesty International und andere über die Menschenrechtssituation im Land – zum Bereich Presse- und Meinungsfreiheit insbesondere Reporter ohne Grenzen. Seit 1990 verwehrt die kubanische Regierung Amnesty International einen Besuch zur Erkundung der Lage vor Ort.
Die UN-Menschenrechtskommission erteilte dem Land in den Jahren 1999, 1997 und den sechs vorhergegangenen Jahren eine Rüge.